# Matteo Pelliciari
Matteo Pelliciari (n. 22 ianuarie 1979, Milano, Italia) este un înotător ce a reprezentat Italia, medaliat olimpic. A participat la 2 ediții ale Jocurilor Olimpice (2000, 2004) în care a câștigat o medalie de bronz.